# Marin Matoš
Marin Matoš (Zágráb, 1989. január 26.) horvát labdarúgó, posztja középpályás.

## Pályafutása
Matoš első külföldi időszakát a Red Bull Salzburg Juniors csapatánál töltötte. 2016. január 19-én a litván bajnok Žalgiris csapatához szerződött. Később a Lučko együttesében játszott a horvát másodosztályban.

## Fordítás
- Ez a szócikk részben vagy egészben  a   Marin Matoš című angol Wikipédia-szócikk ezen változatának fordításán alapul.  Az eredeti cikk szerkesztőit annak laptörténete sorolja fel. Ez a jelzés csupán a megfogalmazás eredetét és a szerzői jogokat jelzi, nem szolgál a cikkben szereplő információk forrásmegjelöléseként.